# Galleria nazionale della Slovenia
La Galleria nazionale della Slovenia (in sloveno Narodna galerija) è una galleria d'arte situata a Lubiana, la capitale della Slovenia.
La galleria è stata fondata nel 1918, dopo la dissoluzione dell'Impero austro-ungarico e l'istituzione dello stato degli Sloveni, Croati e Serbi. Inizialmente era ospitato nel palazzo Kresija di Lubiana, ma venne spostato nella posizione attuale nel 1925.
L'attuale edificio è stato costruito nel 1896, durante l'amministrazione del sindaco Ivan Hribar, la cui ambizione era di trasformare Lubiana in una capitale moderna. Il palazzo è stato progettato dall'architetto ceco František Škabrout e venne usato sia come centro culturale sia come sede centrale di varie associazioni culturali slovene. L'attuale edificio si trova nei pressi del parco Tivoli ed è stato completamente rinnovato nel triennio 2013-2016.

## Opere
La galleria ospita una collezione d'arte permanente che va dal Medioevo fino al XX secolo. L'originale della fontana barocca di Francesco Robba (la cui copia si trova davanti al municipio di Lubiana) si trova nel suo interno, dove è stata spostata dopo il restauro del 2008.

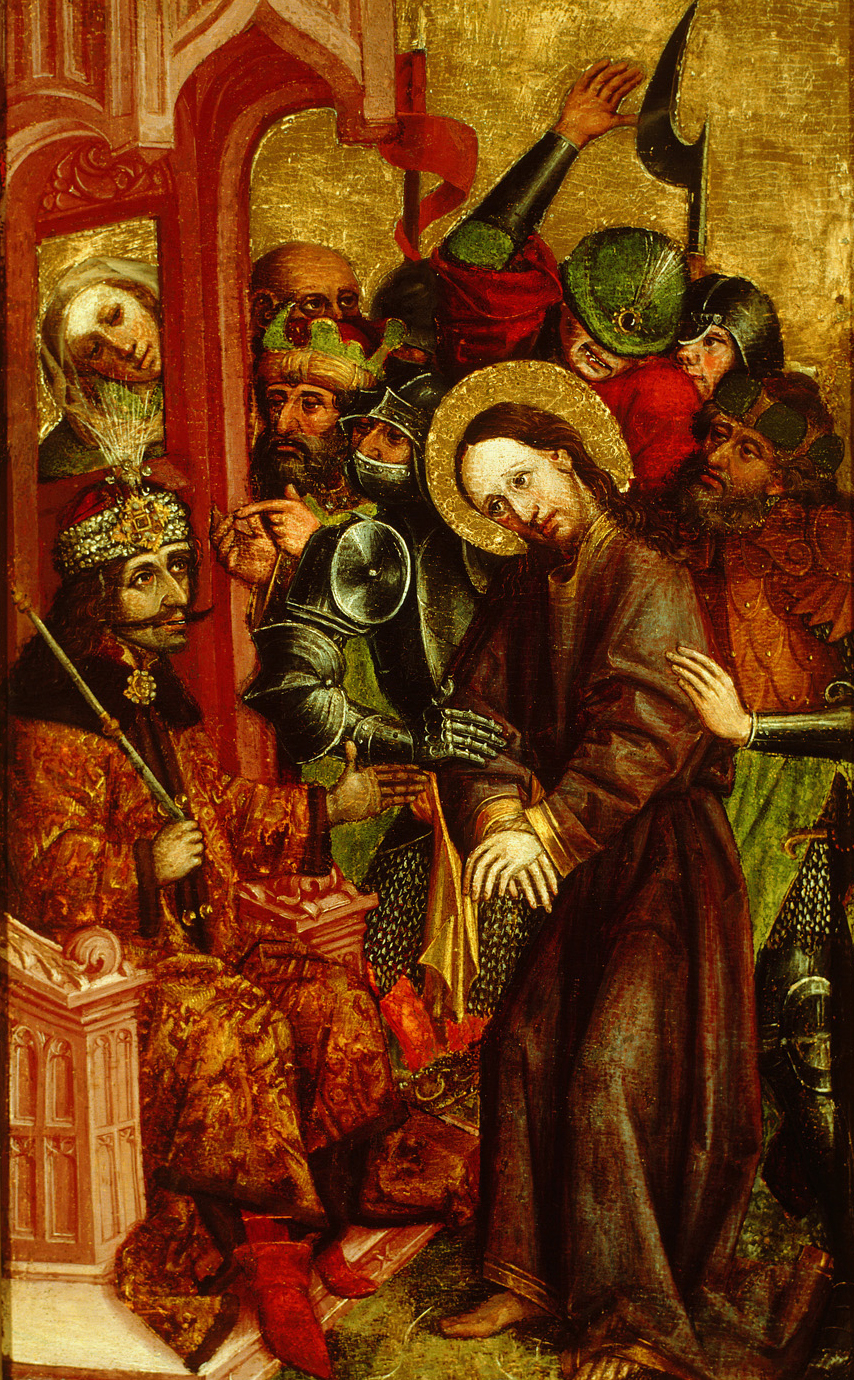
Anonimo, Vlad III di Valacchia (XV secolo)
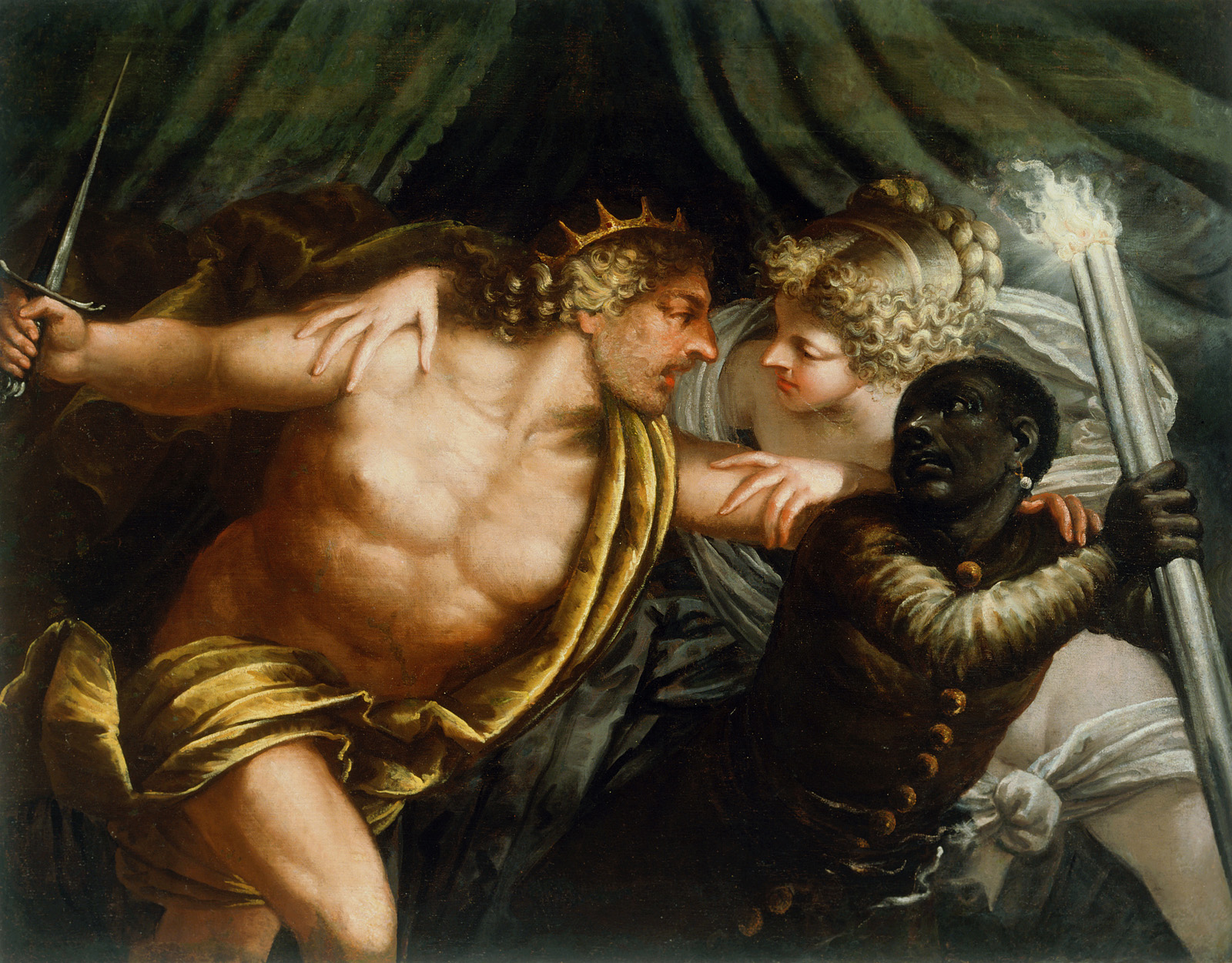
Pietro Liberi: Scena antica (XVII secolo)
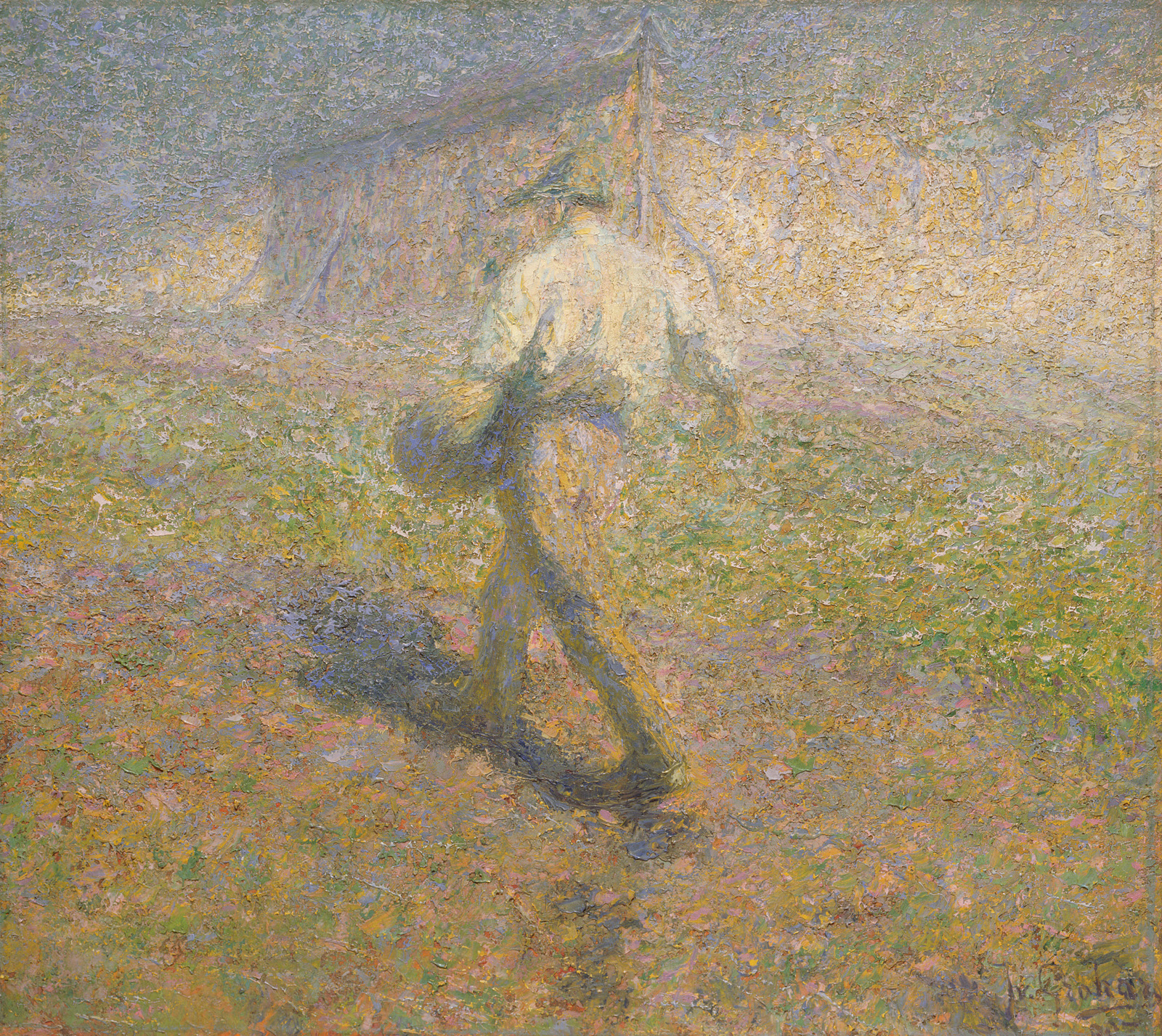
Ivan Grohar: Seminatore (1907)
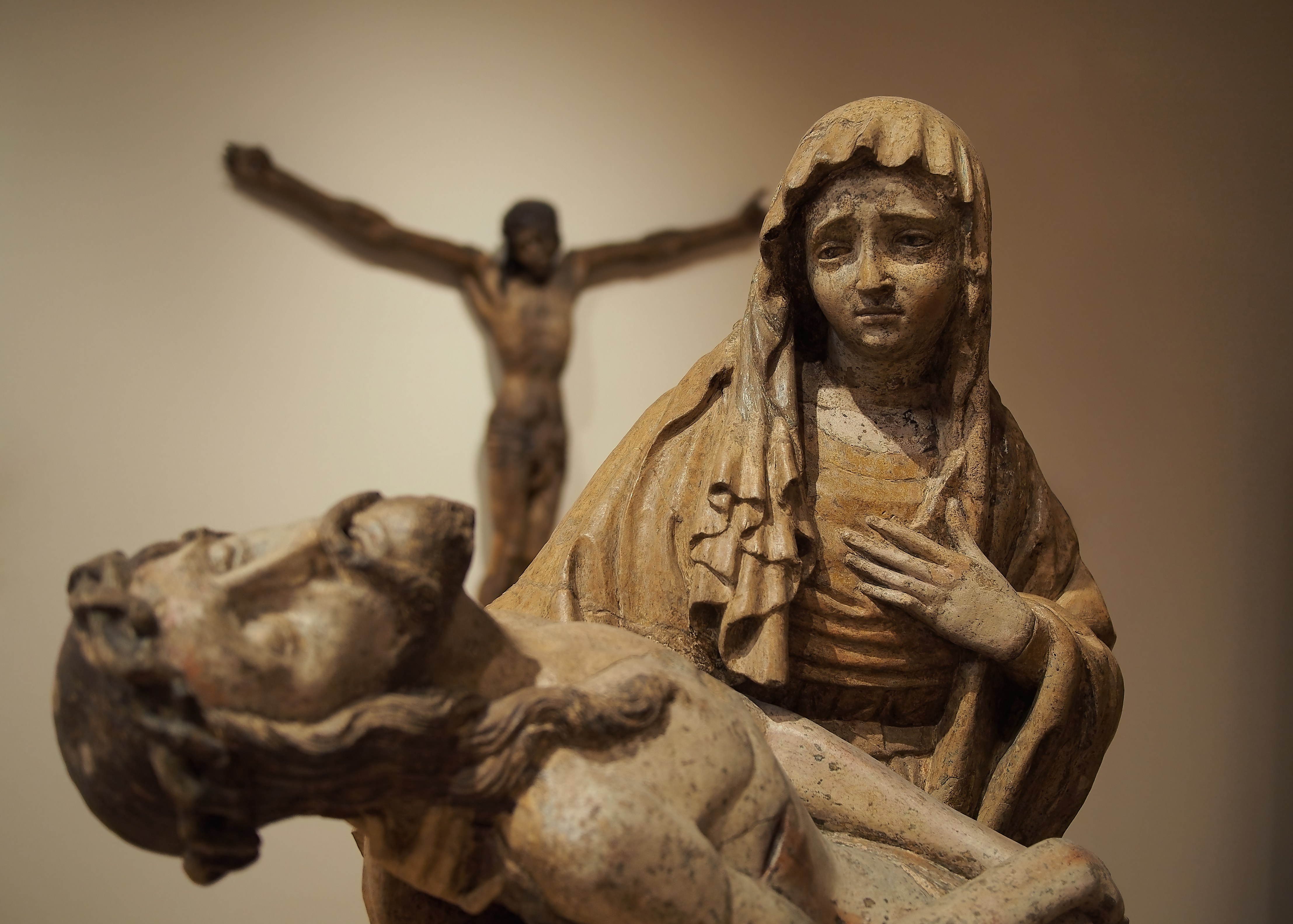
Passione di Gesù (1470)

Artisti europei e sloveni le cui opere sono esposte all'interno della galleria:
- Anton Ažbe
- Giovanni Baglione
- Franc Berneker
- Renato Birolli
- Massimo Campigli
- Giovanni Andrea Carlone
- Anton Cebej
- Ladislao de Gauss
- Lojze Dolinar
- Frans Francken II
- Friedrich Gauermann
- Ivan Grohar
- Alojz Gangl
- Rihard Jakopič
- Matija Jama
- Abraham Janssens
- Alexej von Jawlensky
- Jacob Jordaens
- Jean Jouvenet
- Ivana Kobilca
- Matevž Langus
- Filipp Maljavin
- Jožef Petkovšek
- Jacob Pynas
- Gerard Seghers
- Matej Sternen
- Janez Šubic
- Jurij Šubic
- Jožef Tominc
- Ivan Vavpotič
- Élisabeth-Louise Vigée Le Brun
- Cornelis de Wael
- Ivan Zajec